# Saint-Mard (Aisne)
Pour les articles homonymes, voir Saint-Mard.
Saint-Mard est une commune française située dans le département de l'Aisne, en région Hauts-de-France.

## Géographie
Le village est situé sur la rive gauche de l'Aisne à 27 km au sud de Laon et à 25 km à l'est de Soissons. Le climat est froid et humide dans la vallée. Le sol est riche et argileux, siliceux et calcaire sur la montagne.

La construction du canal commencée en 1838 est terminée en 1842 ; il a une longueur de 51 km dont 46 dans le département et continue dans les Ardennes.
La commune comptait une cinquantaine de grottes qui ont servi d'habitat, elles ont beaucoup souffert des destructions de la Première Guerre mondiale.

### Communes limitrophes
|                | Soupir               | Pont-Arcy |
| Cys-la-Commune | Saint-Mard           | Viel-Arcy |
|                | Courcelles-sur-Vesle | Dhuizel   |

### Hydrographie

#### Réseau hydrographique
La commune est située dans le bassin Seine-Normandie. Elle est drainée par l'Aisne, le canal latéral à l'Aisne et le cours d'eau 02 de la commune de Saint-Amard,,.
L'Aisne est un  cours d'eau naturel navigable de 256 km de longueur, traversant les cinq départements Meuse, Marne, Ardennes, Aisne, Oise. Elle est un affluent de rive gauche de l'Oise, ce qui fait d'elle un sous-affluent de la Seine.
Le canal latéral à l'Aisne relie Vieux-lès-Asfeld (Ardennes) à Celles-sur-Aisne (Aisne), en passant par Berry-au-Bac.

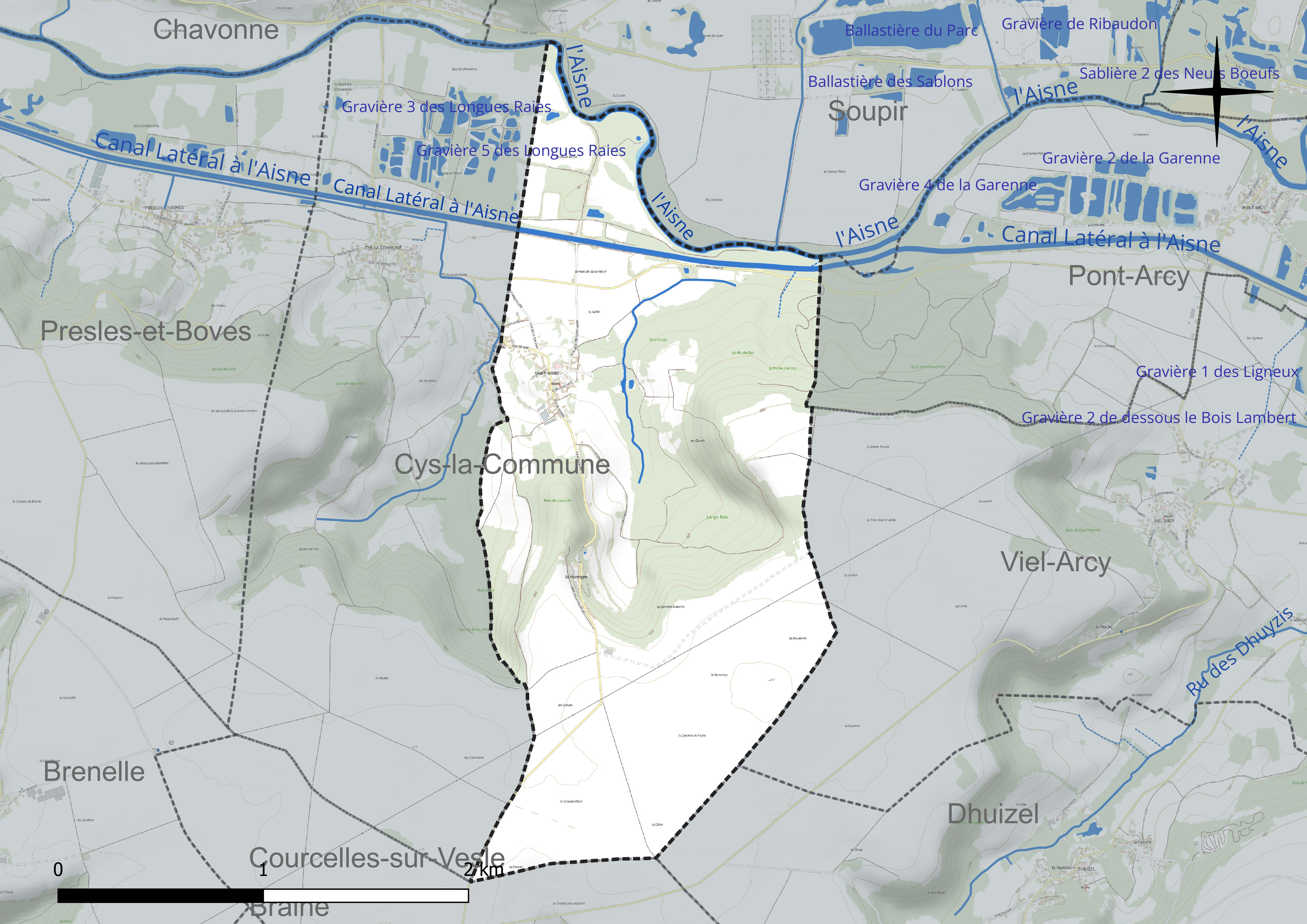
Réseau hydrographique de Saint-Mard.

#### Gestion et qualité des eaux
Le territoire communal est couvert par le schéma d'aménagement et de gestion des eaux (SAGE) « Aisne Vesle Suippe ». Ce document de planification, dont le territoire s'étend sur 3 096 km2 répartis sur trois départements (Aisne, Marne et Ardennes) et deux régions (Champagne-Ardenne et Picardie), a été approuvé le 16 décembre 2013. La structure porteuse de l'élaboration et de la mise en œuvre est le Syndicat d'aménagement des bassins Aisne Vesle Suippe (SIABAVES).
La qualité des cours d'eau peut être consultée sur un site spécial géré par les agences de l'eau et l'Agence française pour la biodiversité.

### Climat
Pour des articles plus généraux, voir Climat des Hauts-de-France et Climat de l'Aisne.
En 2010, le climat de la commune est de type climat océanique dégradé des plaines du Centre et du Nord, selon une étude du CNRS s'appuyant sur une série de données couvrant la période 1971-2000. En 2020, Météo-France publie une typologie des climats de la France métropolitaine dans laquelle la commune est exposée à un climat océanique altéré et est dans la région climatique Nord-est du bassin Parisien, caractérisée par un ensoleillement médiocre, une pluviométrie moyenne régulièrement répartie au cours de l'année et un hiver froid (3 °C).
Pour la période 1971-2000, la température annuelle moyenne est de 10,5 °C, avec une amplitude thermique annuelle de 14,8 °C. Le cumul annuel moyen de précipitations est de 708 mm, avec 12,7 jours de précipitations en janvier et 8,6 jours en juillet. Pour la période 1991-2020, la température moyenne annuelle observée sur la station météorologique la plus proche, située sur la commune de Braine à 6 km à vol d'oiseau, est de 11,3 °C et le cumul annuel moyen de précipitations est de 662,7 mm,. Pour l'avenir, les paramètres climatiques de la commune estimés pour 2050 selon différents scénarios d'émission de gaz à effet de serre sont consultables sur un site spécial publié par Météo-France en novembre 2022.

## Urbanisme

### Typologie
Au 1er janvier 2024, Saint-Mard est catégorisée commune rurale à habitat dispersé, selon la nouvelle grille communale de densité à 7 niveaux définie par l'Insee en 2022.
Elle est située hors unité urbaine et hors attraction des villes,.

### Occupation des sols
L'occupation des sols de la commune, telle qu'elle ressort de la base de données européenne d'occupation biophysique des sols Corine Land Cover (CLC), est marquée par l'importance des territoires agricoles (63,8 % en 2018), une proportion sensiblement équivalente à celle de 1990 (63,6 %). La répartition détaillée en 2018 est la suivante : 
terres arables (59,1 %), forêts (36,2 %), zones agricoles hétérogènes (4,7 %).
L'évolution de l'occupation des sols de la commune et de ses infrastructures peut être observée sur les différentes représentations cartographiques du territoire : la carte de Cassini (XVIIIe siècle), la carte d'état-major (1820-1866) et les cartes ou photos aériennes de l'IGN pour la période actuelle (1950 à aujourd'hui).

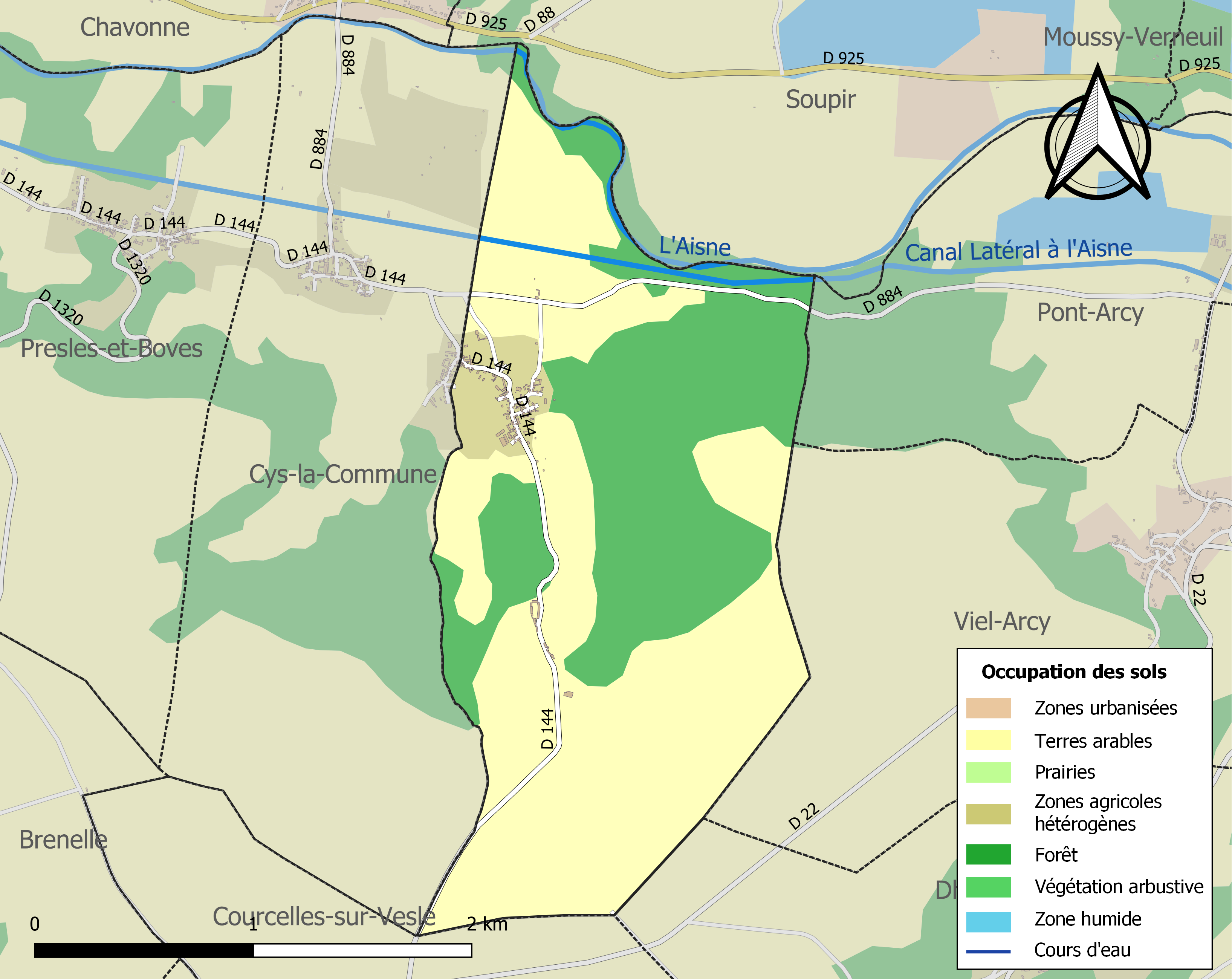
Carte de l'occupation des sols de la commune en 2018 (CLC).

## Toponymie
Le nom de la localité est attesté sous les formes Sanctus-Medardus (1208) ; Saint-Mard-lez-Soissons (1450) ; Saint-Marcq (1464) ; Sanctus Medardus (1573) ; Saint-Mardz (1575) ; Saint-Mard-la-Commune (1671) ; Saint-Marc (1776).
Saint-Mard est un hagiotoponyme qui fait référence à Médard de Noyon, né vers 456 à Salency en Picardie. L'église lui est dédiée.

## Histoire
En 1178, la commune de Saint-Mard est érigée avec Cys et Presles par charte d'Henri Ier de Champagne, confirmée par ses successeurs Henri II en 1189 puis Thibaud IV le Grand en 1225. La justice se rendait à Cys-la-Commune.
Les habitants des trois villages ne furent affranchis qu'en 1287 en rachetant les droits de Gaucher de Châtillon contre la somme de 2 000 livres tournois.

## Politique et administration

### Découpage territorial
La commune de Saint-Mard est membre de la communauté de communes du Val de l'Aisne, un établissement public de coopération intercommunale (EPCI) à fiscalité propre créé le 28 décembre 1994 dont le siège est à Presles-et-Boves. Ce dernier est par ailleurs membre d'autres groupements intercommunaux.
Sur le plan administratif, elle est rattachée à l'arrondissement de Soissons, au département de l'Aisne et à la région Hauts-de-France. Sur le plan électoral, elle dépend du  canton de Fère-en-Tardenois pour l'élection des conseillers départementaux, depuis le redécoupage cantonal de 2014 entré en vigueur en 2015, et de la cinquième circonscription de l'Aisne  pour les élections législatives, depuis le dernier découpage électoral de 2010.

### Administration municipale
| Période                                  | Période                       | Identité          | Étiquette | Qualité                                 |
| ---------------------------------------- | ----------------------------- | ----------------- | --------- | --------------------------------------- |
| avant 1874                               | 1875                          | Thubez            |           |                                         |
| Les données manquantes sont à compléter. |                               |                   |           |                                         |
| mars 1989                                | mars 2008                     | Yves Ravignier    |           |                                         |
| mars 2008                                | mars 2014                     | Micheline Lequeux |           |                                         |
| mars 2014                                | En cours (au 13 juillet 2020) | Claude Jacquemin  | SE        | Retraité Réélu pour le mandat 2020-2026 |

## Démographie
L'évolution du nombre d'habitants est connue à travers les recensements de la population effectués dans la commune depuis 1793. Pour les communes de moins de 10 000 habitants, une enquête de recensement portant sur toute la population est réalisée tous les cinq ans, les populations de référence des années intermédiaires étant quant à elles estimées par interpolation ou extrapolation. Pour la commune, le premier recensement exhaustif entrant dans le cadre du nouveau dispositif a été réalisé en 2007.

En 2022, la commune comptait 116 habitants, en évolution de +4,5 % par rapport à 2016 (Aisne : −1,97 %, France hors Mayotte : +2,11 %).
| 1793 | 1800 | 1806 | 1821 | 1831 | 1836 | 1841 | 1846 | 1851 |
| ---- | ---- | ---- | ---- | ---- | ---- | ---- | ---- | ---- |
| 270  | 258  | 276  | 247  | 282  | 300  | 279  | 263  | 245  |

| 1856 | 1861 | 1866 | 1872 | 1876 | 1881 | 1886 | 1891 | 1896 |
| ---- | ---- | ---- | ---- | ---- | ---- | ---- | ---- | ---- |
| 240  | 250  | 249  | 210  | 212  | 200  | 181  | 165  | 196  |

| 1901 | 1906 | 1911 | 1921 | 1926 | 1931 | 1936 | 1946 | 1954 |
| ---- | ---- | ---- | ---- | ---- | ---- | ---- | ---- | ---- |
| 195  | 213  | 200  | 148  | 156  | 150  | 140  | 147  | 143  |

| 1962 | 1968 | 1975 | 1982 | 1990 | 1999 | 2006 | 2007 | 2012 |
| ---- | ---- | ---- | ---- | ---- | ---- | ---- | ---- | ---- |
| 111  | 123  | 104  | 81   | 87   | 113  | 120  | 121  | 107  |

| 2017 | 2022 | - | - | - | - | - | - | - |
| ---- | ---- | - | - | - | - | - | - | - |
| 112  | 116  | - | - | - | - | - | - | - |

En 1760, 54 feux
En 1800, 258 habitants
En 1818, 247 habitants
En 1836, 300 habitants
En 1861, 290 habitants

## Culture locale et patrimoine

### Lieux et monuments
L'église placée sous le vocable de saint Médard est du XIIIe siècle ; les quatre piliers carrés du chœur et de l'abside flanqués de colonnes et de colonnettes engagées sont remarquables par leur forme et par la sculpture de leurs chapiteaux.
Tombeau de Léon Rostan médecin, célèbre de son temps, dont les travaux de recherches sur le cerveau permirent de diagnostiquer entre autres la maladie de Charcot et d'autres maladies du système nerveux.
Pierre tombale de Renault de Mailly, curé de Saint-Mard décédé en 1677.
Croix mérovingienne à gauche à la sortie du village.
Deux lavoirs ; un d'été, un d'hiver tous deux abandonnés.
Des grottes situées au sommet de la montagne auraient servi de demeures aux premiers habitants puis de maladrerie au XIIe siècle et enfin de refuges pendant la Première Guerre mondiale.

### Personnalités liées à la commune
- Thibaut V de Champagne.
- Gaucher de Châtillon.
- Les seigneurs de Saint-Mard :
  - Pierre de Saint Mard, 1163 ;
  - Simon de Saint Mard,  1191 ;
  - Guy son frère.
- Guillaume le Verrier 1384.

### Héraldique
| Blason de Saint-Mard | Blason  | De gueules à trois clefs d'or. Ornements extérieursCroix de guerre 1914-1918                                                                |
| Blason de Saint-Mard | Détails | Les trois clés rappellent l'union en 1178 par charte communale des paroisses de Saint-Mard, Presles et Cys. Visible sur les plaques de rue. |